# Cratyna flavibasis
Cratyna flavibasis är en tvåvingeart som beskrevs av Edwards 1928. Cratyna flavibasis ingår i släktet Cratyna och familjen sorgmyggor. Inga underarter finns listade i Catalogue of Life.